# 94 Piscium
94 Piscium, som är stjärnans Flamsteed-beteckning, är en ensam stjärna i den sydvästra delen av stjärnbilden Fiskarna. Den har en  skenbar magnitud på ca 5,50 och är svagt synlig för blotta ögat där ljusföroreningar ej förekommer. Baserat på parallaxmätning inom Hipparcosuppdraget på ca 10,7 mas, beräknas den befinna sig på ett avstånd på ca 305 ljusår (ca 94 parsek) från solen. Den rör sig närmare solen med en heliocentrisk radialhastighet på ca 43 km/s och är en möjlig medlem i rörelsegruppen Wolf 630 .

## Egenskaper
94 Piscium är en orange till röd jättestjärna av spektralklass K1 III. Den är en stjärna inom röda klumpen vilket betyder att den befinner sig på den horisontella grenen och genererar energi genom termonukleär fusion av helium i dess kärna. Den har en massa som är omkring 35 procent större än solens massa, en radie som är ca 13 gånger större än solens och utsänder ca 69 gånger mera energi än solen från dess fotosfär vid en effektiv temperatur på ca 4 700 K.